# Асси (монета)
Асси (от фр. assis) — швейцарское название биллоного страсбургского грошена достоинством в 6 крейцеров. Имел хождение в XVI—XVIII веках. На асси Базеля изображался герб города и номинал в окружении круговой надписи, на страсбургских — лилия и крест в двойной круговой надписи.